# 2008年夏季奥林匹克运动会中国水球队
2008年夏季奧林匹克運動會中國水球隊是指中國派出參加2008年夏季奥林匹克运动会的水球隊，水球隊分為男子和女子組，而水球隊並沒有並没有獲得任何獎牌。

## 男子
男子水球隊因主辦國身份晉身奧運決賽周，是中國男子水球隊第二次參與奧運賽事。
球員名單為：王用、谭飞虎、王贝铭、谢俊敏、韩志东、马建军、梁仲兴、王洋、余利君、吴志宇、葛伟青、李斌、李俊；领队是李维波，教练员有王铁生、王敏辉、蔡添雄與龚大立，管理刘钦龙。
| 2008年8月10日 16:40 | 5 | 美国 | '–' | 中国 | 北京英东游泳馆 |

| 2008年8月12日 16:40 | 9 | 德国 | '–' | 中国 | 北京英东游泳馆 |

| 2008年8月14日 16:40 | 14 | 中国 | '–' | 義大利 | 北京英东游泳馆 |

| 2008年8月16日 16:40 | 20 | 塞爾維亞 | '–' | 中国 | 北京英东游泳馆 |

| 2008年8月18日 16:40 | 25 | 中国 | '–' |  | 北京英东游泳馆 |

## 女子
女子隊方面也是第一次參與奧運。中國女隊在分組賽中與美國、俄羅斯和法國同組，小組首三名皆有資格奪取金牌。
球員名單為：杨珺、滕飞、刘萍、孙玉君、何金、孙雅婷、王莹、高翱、王毅、马欢欢、孙惠子、乔蕾颖、谭颖；领队是李维波，教练员包抬前國家隊成員潘盛华、胡安與洪禧澄，管理同為刘钦龙。
| 2008年8月11日 17:00 | 4 | 美国 | '–' | 中国 | 北京英东游泳馆 |

| 2008年8月13日 17:00 | 6 | 俄羅斯 | '–' | 中国 | 北京英东游泳馆 |

| 2008年8月15日 17:00 | 9 | 義大利 | '–' | 中国 | 北京英东游泳馆 |